# Andrés López del Rosario
Andrés López del Rosario o Juan Andrés López del Rosario, más conocido con el apodo de Andresote, fue un zambo cimarrón del siglo XVIII. Dirigió entre 1730 y 1732 una rebelión contra el monopolio que tenía la Real Compañía Guipuzcoana de Caracas en la Provincia de Venezuela.

## Biografía
Originario de Nueva Valencia del Rey, había sido esclavo en una plantación de Yagua (actual municipio Guacara del estado Carabobo). Se dedicó al contrabando de cacao y tabaco con los holandeses de Curazao desde el puerto de Bolivia. Estos productos se comercializaban a mejores precios en Amberes y Ámsterdam que en los puertos españoles de Cádiz y Guipúzcoa.
En 1730 encabezó la revuelta, en tierras del valle del río Yaracuy (actual municipio Veroes del estado Yaracuy), junto a otros esclavos y negros libres asentados en los Quilombos locales. Andresote tuvo el apoyo de hacendados criollos; así como de contrabandistas holandeses, quienes les proveían de armas, pólvora y municiones. El movimiento no tenía la intención de romper lazos políticos con la Corona, pero sí debilitar el control excesivo de la Real Compañía Guipuzcoana que monopolizaba el comercio entre Venezuela y España. 
El gobernador y capitán general de la provincia de Venezuela Sebastián García de la Torre despliega todo su poderío militar contra Andresote y sus guerrilleros. Ofrece como recompensa 600 pesos por su cabeza, ordena ejecutar sumariamente a los cimarrones, y obliga a quitarles los bienes a los libertos que hayan colaborado con ellos y dice: "Los cimarrones son hijos del diablo y como tales hay que tratarlos ".  "Eran malditos todos los enemigos del Rey".
Desde Caracas mueve las órdenes oficiales y envía a Domingo de Urasti a combatir al zambo cimarrón pero es derrotado en las riberas del río Yaracuy. Luego lo seguirían Domingo de la Cruz Salamanca, Luis López de Altamirano, Luis Lovera, Juan Romualdo de Guevara y otros, pero ninguno de estos componentes armados pudo darle caza porque éste se burlaba de las autoridades en cada asalto dejando muy mal parada a la guardia costera, mientras seguía manteniendo estrecho contacto con los holandeses a quienes les vendía sus cargas de contrabando.
Tras el fracaso de la guarnición de Nueva Valencia del Rey de sofocar la revuelta, en septiembre de 1731, el propio gobernador García de la Torre, comandó el mismo un ejército contra Andresote, en vista de las dificultades que tenían las autoridades españolas para derrotarlo. El 11 de febrero de 1732, García de la Torre enfrentó a Andresote con una fuerza de 1500 hombres. Estando en inferioridad numérica, Andresote huyó a Curazao en 1733. La mayoría de los negros capturados fueron ahorcados y luego descuartizados como escarmiento. Los hacendados criollos en cambio solo fueron amonestados por el gobernador de la Torre.
Su hermano llamado José Francisco, siempre leal a la lucha antiesclavista, una vez desaparecido Andresote fue juzgado por los españoles y condenado a prisión. Fue llevado a la cárcel española de Cádiz y pasado posteriormente a los calabozos de La Carraca, sitio de reclusión de Juan Francisco de León, quien protagonizó una revuelta similar en 1748, y donde el Generalísimo Francisco de Miranda muriera ochenta años después. Su amante era la negra Josefa, a quien han de cobrarle los blancos su fidelidad al osado zambo.

## Legado
Aunque la rebelión de Andresote no era contra la Corona Española, es considerada por los historiadores como un antecedente notable que posteriormente llevaría a la Independencia de Venezuela.
Desde 2009, la Autopista Centro Occidental tiene el nombre de Cimarrón Andresote en su honor.
En el estado Yaracuy se entrega una condecoración llamada Orden Juan Andrés López del Rosario (Andresote).